# Zilant

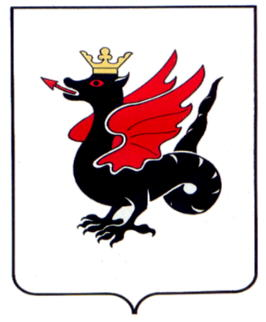
Herb guberni kazańskiej

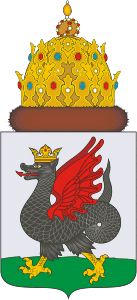
Herb Kazania

Zilant (ros. Зилант) – legendarne stworzenie przypominające smoka i wiwerna.
W 1730 roku stało się oficjalnym symbolem miasta Kazań. Zilant jest częścią tatarskiego i rosyjskiego folkloru. Występuje w legendach na temat powstania miasta Kazań. Aktualny herb Kazania także przedstawia to stworzenie.